# コズモ・ダフ＝ゴードン (第5代準男爵)

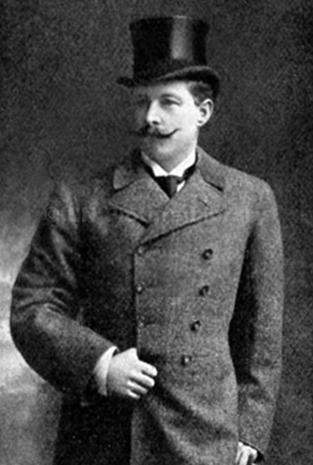
5代準男爵サー・コズモ・ダフ＝ゴードン（1896年）

第5代準男爵サー・コズモ・エドムンド・ダフ＝ゴードン（英: Sir Cosmo Edmund Duff-Gordon, 5th Baronet, DL, 1862年7月22日 - 1931年4月20日）は、イギリス・スコットランドの地主。客船タイタニック号の一等船室の乗客であり、同船の沈没事故から生還したが、事件後に批判に晒された。

## 経歴

### 前半生
1862年7月22日、コズモ・ルイス・ダフ＝ゴードン(Cosmo Lewis Duff Gordon)とその妻アン・マリア(Anna Maria)(旧姓アントロバス(Antrobus))の長男として生まれる。父コズモ・ルイスは、(ハルキンの)第2代準男爵ウィリアム・ダフ＝ゴードンの次男にあたる。このダフ＝ゴードン準男爵家は、アバディーン伯爵(アバディーン＝テメイア侯爵)ゴードン家の分流にあたる家柄である。
イートン校で学んだ後、1896年5月5日に従兄弟の第4代準男爵モーリス・ダフ＝ゴードンが男子なく死去したことにより第5代準男爵位と一族伝来の土地を相続した。

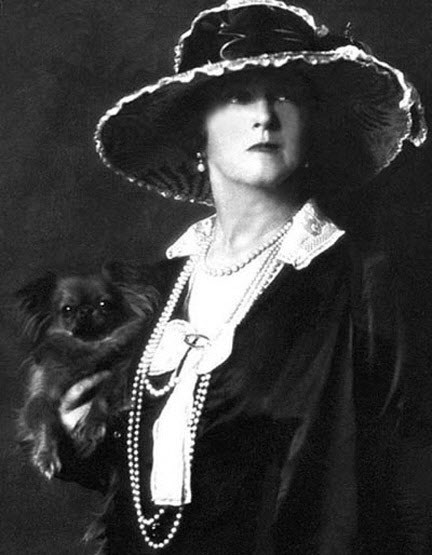
妻ルーシー（マダム・ルシール）

1900年5月24日にカナダ・トロントのダグラス・サザーランドの娘ルーシー・クリスティーナ・ウォレス・サザーランドと結婚した。彼女は上流階級向けファッションサロン「ルシール(Lucile)」のオーナーで「マダム・ルシール」の名前で知られる人物だった。「ルシール」はロンドンから始まり、パリやニューヨークにも支店を広げていった。
1906年アテネオリンピック(中間大会)のフェンシングのエペのチーム競技で彼がメンバーの一人だった英国チームが銀をとっている。1908年ロンドンオリンピックの際にはオリンピック組織委員会の委員の一人を務めた。

### タイタニック号沈没事件
1912年4月10日にダフ＝ゴードン夫妻はシェルブールからタイタニック号に乗船した。コズモは一等船室A-16、妻ルーシーは一等船室A-20をそれぞれ取っている。理由は不明だが、「モルガン夫妻(Mr and Mrs Morgan)」という偽名で乗船している。
4月14日午後11時40分にタイタニックが氷山に衝突した後、夫妻は一等航海士マードックが指揮する右舷側のボートデッキに出た。右舷のボートデッキでは「女子供優先」は緩やかに適用されており、男性も多数乗れた。彼も妻や秘書と一緒に一号ボートに乗ることを認められてタイタニックから脱出した。
一号ボートは定員40人だったのにダフ＝ゴードン夫妻とその秘書を含めて5人の一等客と7人の船員しか乗っていなかった。そのうち火夫チャールズ・ヘンドリンだけがボートに余裕があるので海中に落ちた人々を助けに戻るべきだと主張したが、サー・コズモを含めてその意見に賛同する者はなかった。サー・コズモはボートの中でリーダーシップを発揮することもなく、火夫ピュージーと世間話をしており、ピュージーが「道具をすべて失った。給料も今夜限りだ」と嘆いているのを見て「よろしい。君たちに5ポンドずつ上げるからそれで何でも買いなさい」と言い出した。サー・コズモはその言葉通り同乗した船員たちに5ポンドあげているが、一号ボートが助けに戻らなかったことが世間に知れ渡った後、このお金はボートを戻すなという買収工作であったかのように語られることになり、サー・コズモの名誉が地に落ちる原因となった。またカルパチア号に救出された後、サー・コズモは一号ボートの12人で笑顔の記念撮影をするという軽率な行動をやらかし（これは夫人の思い付きであったという）それがより不評を招く材料となった。

### 事件後

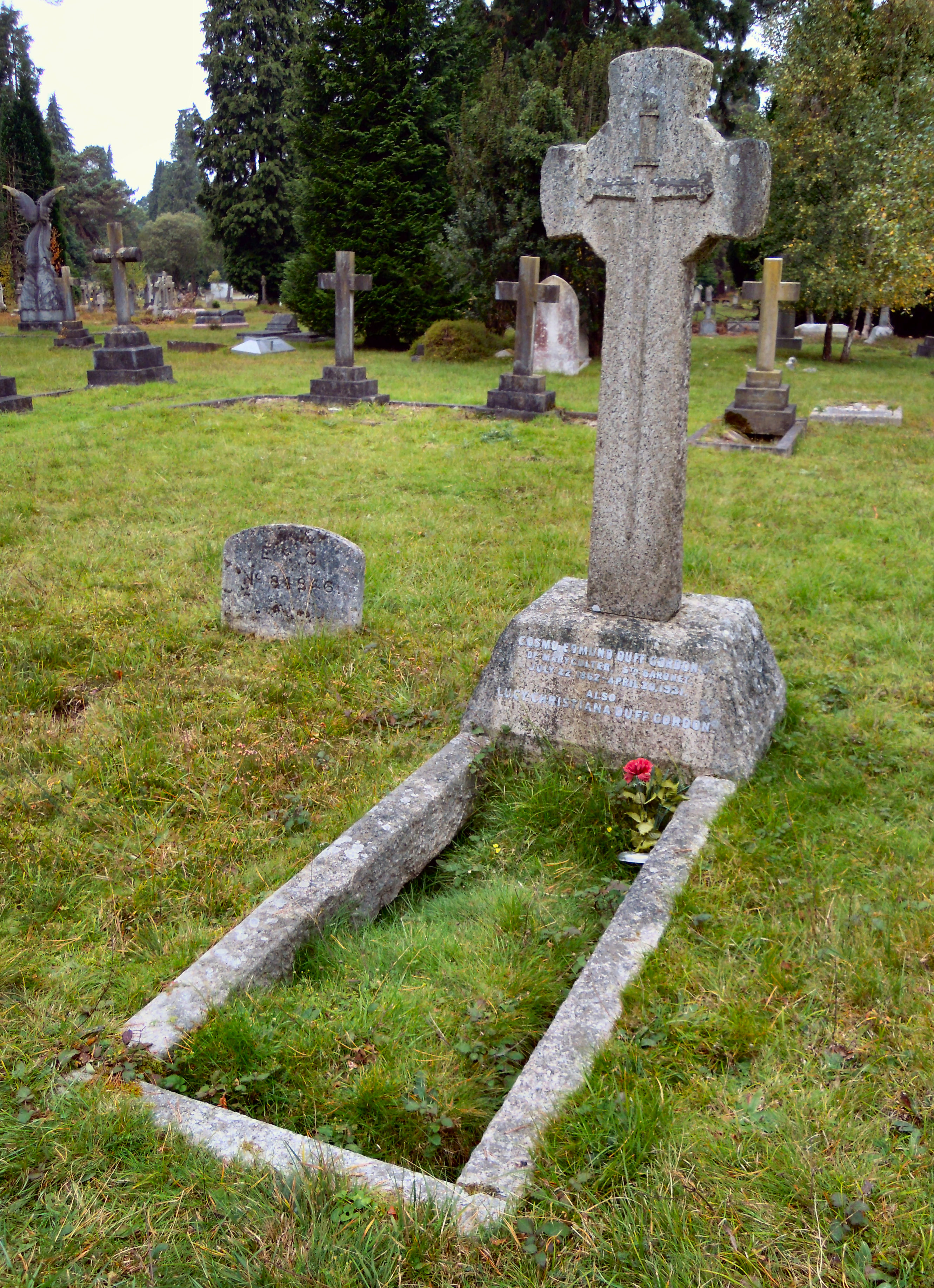
ブルックウッド墓地のコズモの墓（2016年10月24日）

帰国後、タブロイド紙がダフ＝ゴードン夫妻の上記の疑惑を報じたことで夫妻は世間の批判の的となり、一号ボートは「マネーボート」とあだ名されるようになった。
夫妻は1912年5月30日にタイタニック沈没を巡る英国海難委員査問会に証人として出廷した。世間からはすっかり悪役視されていたのでこの日の裁判は注目を集めた。サー・コズモは自身の悪い噂について事実無根と否定したが、他の証人である国内水夫・火夫組合代表トマス・スカンランや三等客代表ハービンソン(Harbinson)から特権階級に対する憎悪を向けられ、冷淡な特権階級者の象徴であるかのように罵倒された。そのため査問法廷委員長の初代マージー男爵ジョン・ビッガムがハービンソンに対して「あなたの義務は私が真実を知ることを助けることで階級闘争を行うことではない」と注意を促す場面があった。
結局彼が船員を買収してボートを戻らせなかったという疑惑は裏付けがないまま査問裁判は終わったが、妻ルーシーによるとサー・コズモは否定的に取り上げられたことを生涯にわたって悩んでいたという。
1931年4月20日にロンドン・サウス・ケンジントンで死去。68歳だった。ブルックウッド墓地に埋葬された。子供はなく、準男爵位は弟のヘンリー・ダフ＝ゴードンが継承している。

## 人物
スコットランドではそれなりに名前の通った準男爵であり、大衆の権利の拡大に反対し、貴族の権利と特権を守ることに情熱を燃やす保守的な人物だった。